# Datsun 15
Der Produktionsstart des Datsun 15 war Mai 1936. Verglichen mit dem Vorgänger Datsun 14 hatte er eine völlig neue Karosserie. Gegenüber dem älteren Modell wuchs die Länge von 2800 mm auf 3187 mm und der Radstand von 1980 mm auf 2005 mm. Profitiert hatte davon vor allem der Innenraum, der vergrößert werden konnte. 
Durch den Krieg in der Mandschurei wurde es immer schwieriger, die erforderlichen Materialien zu beschaffen, daher wurde z. B. nur wenig Chrom verwendet. Das Aussehen der Frontpartie orientierte sich an der Formgebung der damaligen amerikanischen Autos. Das Kastenwagenmodell hieß wieder 15 Van und der LKW/Pickup Datsun 15 Truck.
Waren bislang Stoßstangen nur als Extra erhältlich, waren diese beim Datsun 15 serienmäßig. Der Motor mit 722 cm³ war derselbe wie beim Datsun 14, jedoch war das Verdichtungsverhältnis von 5,2 auf 5,4 erhöht worden, wodurch die Leistung von 15 PS auf 16 PS stieg. 
Im Export wurden 87 Datsun 15 abgesetzt. Im April 1937 löste der Datsun 16 das Modell ab, während der Datsun 15 Truck noch bis 1938 weitergebaut wurde.